# Agua (náutica)
En náutica, se llama agua a la rotura, grieta o agujero que por cualquiera causa se hace en los fondos del buque y por donde consiguientemente entra el agua del mar. Así es, que cuando el caso ocurre, se cuentan tantas aguas como hay parajes por donde se introduce.
Se llaman de diferente formas:
- Agua dormida, mansa y estacionaria. La estancada en cualquier paraje y la que sin estarlo no tiene movimiento.
- Agua alta. La que entra por la parte más alta de los fondos del buque o cerca de la línea de flotación.
- Agua baja. La que está hacia la parte baja de dichos fondos. La diferencia entre ésta y la anterior es de mucha importancia porque el agua alta puede remediarse más fácilmente.
- Agua viva. La que está en toda su fuerza o se introduce sin intermisión y más o menos abundantemente por algún punto de los fondos del buque.
- Agua muerta. La que suda poco y por intervalos. En la navegación, extraño fenómeno que ocurre cuando una masa de agua dulce o ligeramente salada circula sobre una masa de agua más salada, mezclándose ligeramente. Son peligrosas para la navegación.
- Agua sobre cuaderna. La que en la sentina se halla desde la cara alta de las cuadernas para arriba.
- Agua de sentina. La que se halla estancada en este lugar del buque y por consecuencia, tiene mal olor.
- Agua del pantoque. En el sentido horizontal, las que median entre las de proa y popa y en el vertical, las inferiores a los llenos de proa.

## Expresiones relacionadas
- Hacer agua: introducirse la del mar por algún punto de los fondos del buque. También se dice hacer agua por hacer aguada.
- Hacer agua por las cacholas, por los imbornales. Esta frase denota que el buque se halla estanco y en buen estado, de que no hace más agua que la que le entra del cielo por lluvia o de la mar por los imbornales.
- Tomar, coger o atajar un agua: ejecutar la operación u operaciones necesarias para impedir su entrada por cualquier punto de los fondos del buque donde se haya descubierto. También se dice cegar una vía de agua.